# 단양초등학교 노동분교
단양초등학교 노동분교는 대한민국 충청북도 단양군 단양읍 노동리 265에 있었던 공립 초등학교이다.

## 학교 연혁
- 1946년 4월 5일 대강국민학교 노동분교장 설립인가(개교 8월 30일)
- 1954년 4월 1일 금곡국민학교로 이관
- 1956년 2월 3일 노동국민학교 승격
- 1985년 3월 12일 병설유치원 개원
- 1994년 3월 1일 단양국민학교 노동분교로 격하, 병설유치원 폐지
- 1999년 3월 1일 단양초등학교로 통합